# Nové Zámky (distrito)

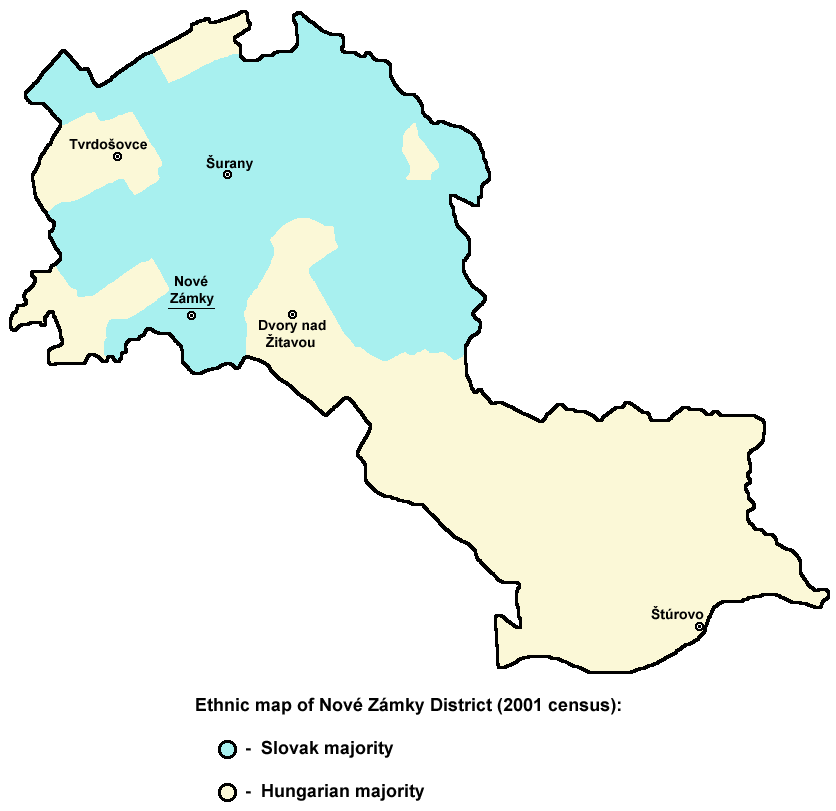
Mapa etnico da Nové Zámky (2001)

O Distrito de Nové Zámky (eslovaco: Okres Nové Zámky) é uma unidade administrativa da Eslováquia Meridional, situado na Nitra (região), com 149.594 habitantes (em 2001) e uma superfície de 1.347 km². Sua capital é a cidade de Nové Zámky.
Também forma parte deste distrito o território do antigo Štúrovo (Distrito), desde 1960.

## Demografia
| Ano:        | 1994    | 2004    | 2014    | 2024    |
| ----------- | ------- | ------- | ------- | ------- |
| Broj ljudi: | 152 674 | 148 001 | 142 317 | 134 231 |
| Razlika:    |         | -3,06%  | -3,84%  | -5,68%  |

| Ano:               | 2023    | 2024    |
| ------------------ | ------- | ------- |
| Número de pessoas: | 135 003 | 134 231 |
| Diferença:         |         | -0,57%  |

## Cidades
- Nové Zámky (capital)
- Štúrovo
- Šurany

## Municípios
- Andovce
- Bajtava
- Bánov
- Bardoňovo
- Belá
- Bešeňov
- Bíňa
- Branovo
- Bruty
- Čechy
- Černík
- Dedinka
- Dolný Ohaj
- Dubník
- Dvory nad Žitavou
- Gbelce
- Hul
- Chľaba
- Jasová
- Jatov
- Kamenica nad Hronom
- Kamenín
- Kamenný Most
- Kmeťovo
- Kolta
- Komjatice
- Komoča
- Leľa
- Lipová
- Ľubá
- Malá nad Hronom
- Malé Kosihy
- Maňa
- Michal nad Žitavou
- Mojzesovo
- Mužla
- Nána
- Nová Vieska
- Obid
- Palárikovo
- Pavlová
- Podhájska
- Pozba
- Radava
- Rastislavice
- Rúbaň
- Salka
- Semerovo
- Sikenička
- Strekov
- Svodín
- Šarkan
- Trávnica
- Tvrdošovce
- Úľany nad Žitavou
- Veľké Lovce
- Veľký Kýr
- Vlkas
- Zemné